# Єліна Олена Володимирівна
Олена Володимирівна Єліна (18 грудня 1949) — українська шахістка, майстер спорту (1973), чемпіонка України 1973 року.

## Біографія
На шахових змаганнях представляла Дніпропетровськ, викладачка в Дніпровського національного університету.
У 1973 році з  результатом 8 з 11 можливих очок стала переможницею чемпіонату України, що проходив у Львові. Тричі ставала срібною призеркою чемпіонатів України (1972, 1976, 1980).
У 1978 році на VII командній спартакіаді Української РСР, що проходила у Сумах, команда за її участю посіла друге місце. У 1988 у складі збірної ДНУ взяла участь у командному кубку ЦШК СРСР із заочних шахів, у тому ж році команда викладачів виграла Спартакіаду співробітників вищих навчальних закладів. Після розпаду СРСР продовжувала брати участь у шахових змаганнях, у тому числі двічі зігравши в чемпіонатах України 1997 та 1998 років, що проходили в Алушті.

## Сім'я
Чоловік — майстер спорту з шахів Віктор Володимирович Гуревич (1945—2004) 

## Турнірні результати

### Результати виступів у чемпіонатах України
| Рік  | Місце проведення | Турнір                            | Результат | + | — | = | Місце   |
| ---- | ---------------- | --------------------------------- | --------- | - | - | - | ------- |
| 1972 | Одеса            | 32-й чемпіонат України            | 8 з 12    |   |   |   | Silver  |
| 1973 | Львів            | 33-й чемпіонат України            | 8 з 11    | 7 | 2 | 2 | Gold    |
| 1974 | Одеса            | 34-й чемпіонат України            | 4½ з 11   |   |   |   | 25 — 27 |
| 1975 | Дніпропетровськ  | 44-й чемпіонат України (чоловіки) | 3½ з 9    |   |   |   | 43 — 51 |
| 1976 | Одеса            | 36-й чемпіонат України            | 6 з 8     | 4 | 0 | 4 | Silver  |
| 1978 | Харків           | 38-й чемпіонат України            | 7½ з 11   |   |   |   | 4 — 7   |
| 1980 | Кіровоград       | 40-й чемпіонат України            | 8½ з 11   | 8 | 2 | 1 | Silver  |
| 1982 | Євпаторія        | 42-й чемпіонат України            | ? з ?     |   |   |   | ?       |
| 1984 | Львів            | 44-й чемпіонат України            | 7 з 15    |   |   |   | 9 — 11  |
| 1997 | Алушта           | 57-й чемпіонат України            | 4½ з 9    | 3 | 3 | 3 | 13 — 20 |
| 1998 | Алушта           | 58-й чемпіонат України            | 4½ з 9    | 3 | 3 | 3 | 17 — 24 |

### Інші турніри
| Рік  | Місце проведення | Турнір                                                                | Результат | + | — | = | Місце |
| ---- | ---------------- | --------------------------------------------------------------------- | --------- | - | - | - | ----- |
| 1971 | Гомель           | півфінал 31-го чемпіонату СРСР (Всесоюзний чемпіонат СТ "Буревісник") | 9½ з 17   |   |   |   | 7     |
| 1976 | Тольятті         | півфінал 36-го чемпіонату СРСР                                        | 5½ з 15   |   |   |   | 13    |